# Mystherbe et ses évolutions
Pour l’article homonyme, voir Rafflesia.
Mystherbe (ナゾノクサ, Nazonokusa, dans les versions originales en japonais) et ses évolutions Ortide (クサイハナ, Kusaihana), Rafflesia (ラフレシア, Ruffresia) et Joliflor (キレイハナ, Kireihana) sont quatre espèces de Pokémon.
Issus de la célèbre franchise de médias créée par Satoshi Tajiri, ils apparaissent dans une collection de jeux vidéo et de cartes, dans une série d'animation, plusieurs films, et d'autres produits dérivés, ils sont imaginés par l'équipe de Game Freak et dessinés par Ken Sugimori. Alors que Mystherbe, Ortide et Rafflesia font leur première apparition au Japon en 1996, dans le jeu vidéo Pokémon Rouge et appartiennent donc à la première génération de Pokémon, Joliflor n'a été créé qu'avec la deuxième comme l'évolution alternative à Rafflesia. Tandis que les trois premiers sont tous du double type plante et poison, Joliflor conserve uniquement le type plante. Ils occupent respectivement les 43e, 44e, 45e et 182e emplacements du Pokédex, l'encyclopédie fictive recensant les différentes espèces de Pokémon.

## Création
La franchise Pokémon, développée par Game Freak pour Nintendo et introduite au Japon en 1996, tourne autour du concept de capture et d'entraînement de 150 espèces de créatures appelées Pokémon, afin de les utiliser pour combattre des Pokémon sauvages et ceux d'autres dresseurs Pokémon, qu'il s'agisse de personnages non-joueurs ou d'autres joueurs humains. La puissance des Pokémon au combat est déterminée par leurs statistiques d'attaque, de défense et de vitesse et ils peuvent apprendre de nouvelles capacités en accumulant des points d'expérience ou si leur dresseur leur donne certains objets.

### Conception graphique

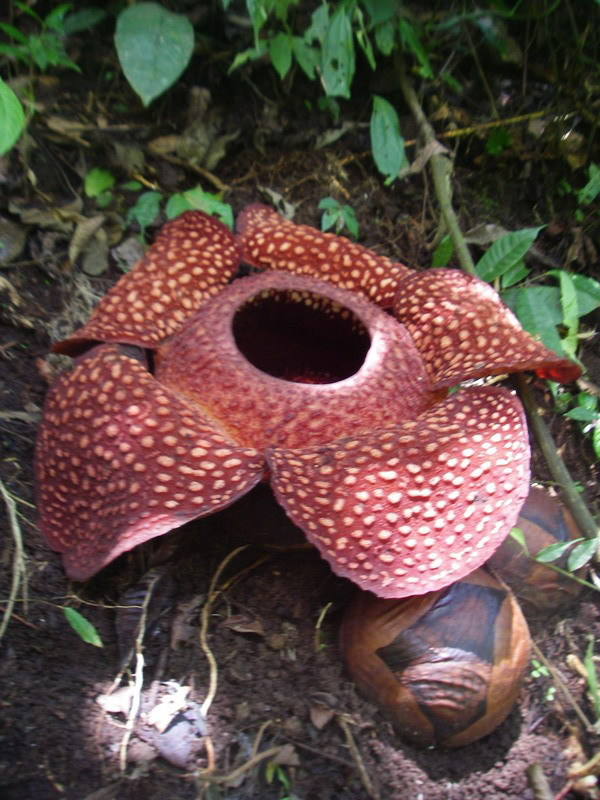
La Rafflesia arnoldii a pu inspirer les graphistes.

Nintendo et Game Freak n'ont pas évoqué les sources d'inspiration de ces Pokémon. Néanmoins, certains fans avancent que la ligne évolutive de Mystherbe s'inspire du mythe antique de la mandragore. Mysterbe en est une représentation assez fidèle bien que de forme très tuberculeuse. Ortide et Rafflesia sont quant à eux également inspirés de la fleur de rafflesia, une grande fleur d'Amérique latine. Ortide est sa version en croissance et rafflesia sa forme ouverte. La fleur est réputée pour sentir une odeure très forte dont la conception du pokémon s'inspire également.

### Étymologie
Le nom de Mystherbe provient des mots « Mystère » et « Herbe ». Son nom anglais, Oddish, vient des mots Odd qui signifie étrange et de Raddish qui signifie radis. Son nom japonais, Nazonokusa, vient de 謎の草 nazo no kusa qui veut dire mystère de la plante. Le nom d'Ortide provient des mots « Ortie » et « Fétide ». Son nom anglais, Gloom, vient du même mot « Gloom » qui signifie « morosité ». Son nom japonais, Kusaihana, vient de « kusai » qui veut dire « puant » et de « hana » qui signifie « fleur ».  Le nom de Rafflesia, en français comme en japonais, provient de la plante homonyme Rafflesia. Son nom lui vient directement de la fleur dont elle a été inspirée.

## Description

### Mystherbe
Mystherbe ressemble à une petite plante à bulbe vivante avec un corps arrondi. Son corps est bleu ou violet avec deux petits pieds et des yeux rouges. Au-dessus de sa tête se trouvent 5 longues lames vertes qui se trouvent être ses feuilles (ses feuilles étant capables de couper du bois).
Mystherbe est un Pokémon nocturne, usant de la lumière de la lune pour réaliser la photosynthèse plutôt que celle du soleil habituellement utilisée par les autres plantes. La nuit, lorsqu’il s’aventure dehors, il se déplace afin d’y disséminer ses graines. Durant la journée, Mystherbe évite la chaleur et la lumière du soleil en s’enterrant dans le sol, ne laissant dépasser du sol que le haut de sa tête et ses feuilles, le faisant ainsi ressembler à une plante naturelle et mettant en erreur ses prédateurs carnivores.
Quand il est enterré, il peut se nourrir en absorbant les nutriments du sol comme le fait une plante, en effet, ses pieds changent de forme et deviennent des racines. Ainsi plus le sol est riche, plus Mystherbe est en bonne santé et ses feuilles brillantes.
Si quelqu’un tente de tirer sur ses feuilles et de le déterrer durant la journée (en effet, on peut tout à fait le confondre avec un radis noir), Mystherbe résistera en poussant un cri avec une voix aiguë.  Ce comportement est le même que celui des mandragores dans les mythes, sans son effet dévastateur.

### Ortide
Ortide est un Pokémon qui sent mauvais. Une seule personne sur mille apprécie son odeur. Néanmoins, le nectar qu'il sécrète à la bouche qui ressemble à du miel est comestible, mais peut faire perdre facilement connaissance à ses adversaires et peut être senti à deux kilomètres.

### Rafflesia
C'est une grande créature, ressemblant à une fleur (la rafflésie ou Rafflesia arnoldii). Elle a une couleur violet foncé, avec une grande fleur rouge piquetée de ronds blancs sur la tête. Elle possède au milieu cette fleur, un trou orange par lequel elle attaque ses ennemis grâce à des spores. Ce Pokémon se déplace sur ses pattes arrière et a deux mains (ou deux bras) en forme de tiges sans doigts. Ses yeux sont seulement deux points rouges au milieu de son visage (sur son corps en fait, sous la fleur).
Ses pétales sur le haut de son corps contiennent du pollen empoisonné. Et plus ses pétales sont grands, plus ils peuvent contenir de pollen. À l'état sauvage, Rafflesia vit uniquement dans la jungle. Quand il dort, il immerge sous terre la partie inférieure de son corps, tandis que sa fleur reste à l'extérieur. Si une présence s'approche, il libère inconsciemment une terrible poudre allergène, mortelle si on n'agit pas à temps.

### Joliflor
Joliflor est une forme alternative d'évolution d'Ortide avec Rafflésia. Il s'agit d'une fleur d'été. Ortide peut évoluer en Joliflor s'il est exposé à une Pierresoleil, objet qui permet également l'évolution d'autres Pokémon (comme Tournegrin en Héliatronc). Contrairement à ses pré-évolutions, Joliflor n'a pas le second type poison, ce qui en fait le seul Pokémon qui perd un type en évoluant. Sa forme est assez humanoïde.

## Apparitions

### Jeux vidéo
Mystherbe, Ortide, Rafflesia et Joliflor apparaissent dans la série de jeux vidéo de la première à la huitième génération, N'apparaissent donc pas dans le dernier opus d'écarlate et violet.Pokémon. D'abord en japonais, puis traduits en plusieurs autres langues, ces jeux ont été vendus à plus de 200 millions d'exemplaires à travers le monde.

### Série télévisée et films
La série télévisée Pokémon ainsi que les films sont des aventures séparées de la plupart des autres versions de Pokémon et mettent en scène Sacha en tant que personnage principal. Sacha et ses compagnons voyagent à travers le monde Pokémon en combattant d'autres dresseurs Pokémon.
Mystherbe apparaît souvent dans l’animé en tant que victime, sa première apparition consistante étant lors de l’épisode Le village caché où Ondine essaie d’attraper un Mystherbe, sans succès à cause de l’intervention du futur Bulbizarre de Sacha. Récemment, une nouvelle série place Mystherbe en tant que pokémon principal: "Pokémon à l'ascension des cimes". Une histoire ce basant sur le jeu de cartes à jouer et à collectionner de pokémon.
Ortide apparaît dans l'épisode 67 de la saison 1 dans Talents Cachés. Dans cet épisode, la dresseuse du Ortide n'arrivait pas à le faire évoluer car elle a utilisé une fausse pierre plante vendue par la Team Rocket.
Rafflesia apparaît dans le générique de la série pokémon "les voyages" ainsi que dans l'arc des îles orange comme exemple de diversité des espèces. De plus, il apparaît dans Mewtwo contre-attaque où il appartient à une jeune dresseuse et en tant que clone de Mewtwo. On le voit aussi combattre aux côtés d'une jeune fille du nom de Nicolette dans l'épisode Qui vole un œuf...